# Mobo
Mobo (Bayan ng Mobo) är en kommun i Filippinerna. Kommunen tillhör provinsen Masbate och ligger på ön med samma namn. Folkmängden uppgår till 38 813 invånare år 2015.

## Barangayer
Mobo är indelat i 29 barangayer.
| - Baang - Bagacay - Balatucan - Barag - Dacu - Fabrica - Guintorelan - Holjogon - Lalaguna - Lomocloc - Luyong Catungan - Mabuhay - Mandali - Mapuyo - Marintoc | - Nasunduan - Pinamalatican - Pinamarbuhan - Poblacion Dist. I - Poblacion Dist. II - Polot - Sambulawan - Santa Maria - Sawmill - Tabuc - Tugawe - Tugbo - Umabay Exterior - Umabay Interior |